# おうみをDIGZAG
『おうみをDIGZAG』（おうみをジグザグ）は、2010年4月17日から2012年3月17日までびわ湖放送で第3土曜 21:00 - 21:54に放送されていた旅番組である。
同じく月に1回のペースで放送されていた土曜昼の生番組『ときめき滋賀'S』の後継番組で、同番組から引き続き原田伸郎が出演していた。

## 放送時間
- 第3土曜 21:00 - 21:54 （本放送）
- 第4土曜 13:00 - 13:55 （再放送）

## 出演者
- 原田伸郎
- 笑福亭純瓶